# Justin Hayward
Justin David Hayward (14 de octubre de 1946) es un músico y compositor británico, popular por su trabajo como vocalista y guitarrista de la banda de rock The Moody Blues. También ha grabado alrededor de diez álbumes como solista.
Compuso grandes éxitos de The Moody Blues como "Nights in White Satin", "Tuesday Afternoon" y "The Story in Your Eyes".

## Discografía

### Solista
- Blue Jays (1975) con John Lodge
- Songwriter (1977)
- Night Flight (1980)
- Moving Mountains (1985)
- Classic Blue (1989) con Mike Batt
- Justin Hayward and Friends Sing the Moody Blues Classic Hits (1996)
- The View from the Hill (1996)
- Live in San Juan Capistrano (1998)
- Spirits of the Western Sky (2013)
- Spirits... Live (2014)